# Stylidium inundatum
Stylidium inundatum är en tvåhjärtbladig växtart som beskrevs av Robert Brown. Stylidium inundatum ingår i släktet Stylidium och familjen Stylidiaceae. Inga underarter finns listade i Catalogue of Life.